# Candelarialepis
Candelarialepis es un género extinto de peces actinopterigios prehistóricos. Fue descrito por Romano et al en 2019.
Vivió en los Estados Unidos (Nevada).